# Dramatis personæ (théâtre)
Pour les articles homonymes, voir Dramatis personae.

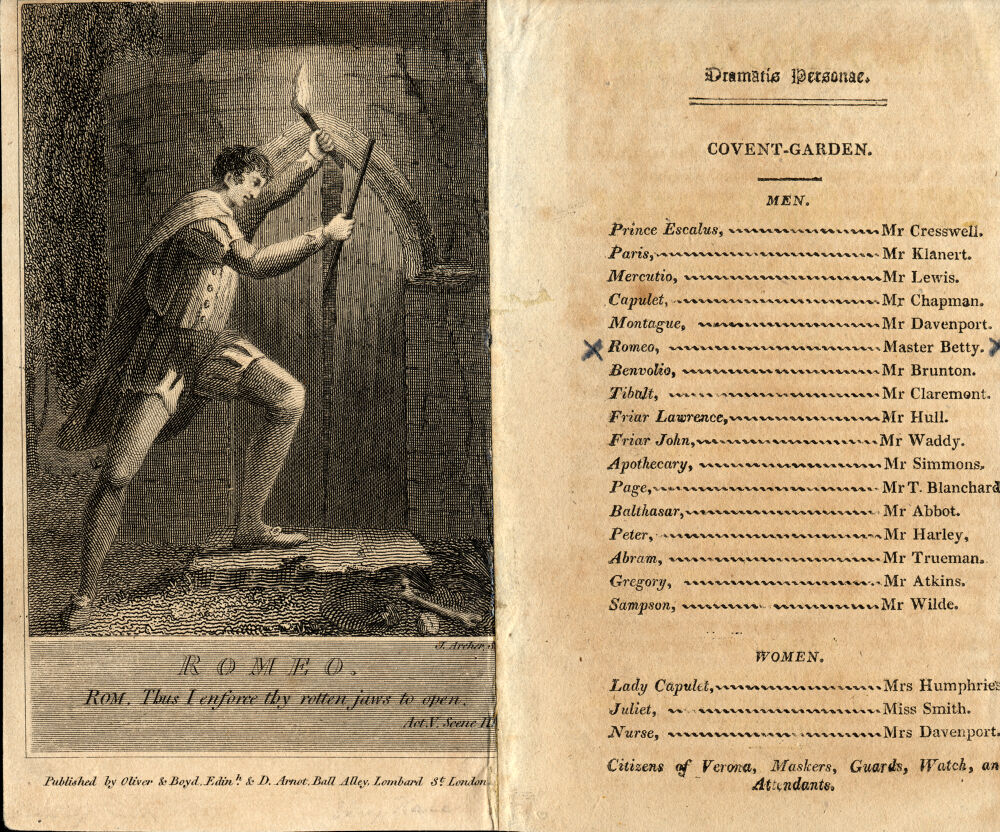
Liste des personnages d'une pièce de théâtres, c'est-à-dire un "Dramatis Personae"

Dramatis personæ est une expression latine signifiant « personnages du drame »,.
Dramatis personæ est également l'expression utilisée pour désigner la liste des noms de rôles qui figure au début d'une pièce imprimée.

## Historique
En Grèce antique et dans des pièces de Molière par exemple (aussi bien que dans la plupart des pièces du théâtre classique), les noms sont énumérés par ordre hiérarchique, les dieux au-dessus, les paysans en bas. Les personnages féminins sont placés au-dessous des masculins.
Dans sa pièce de théâtre Les Nègres, Jean Genet fait annoncer les dramatis personæ par le personnage d'Archibald, ce qui enfreint la tradition théâtrale, où seul le lecteur dispose de cette liste. Le spectateur comprend habituellement qui sont les personnages à mesure que la pièce avance et que les protagonistes se nomment entre eux.
De nos jours il est plus usuel de donner une liste dans l'ordre d'entrée en scène avec parfois le nom des acteurs ayant créé le rôle ou bien, sur un programme de théâtre, par ordre alphabétique des acteurs.